# Keimzellenmosaik
Der Begriff Keimzellenmosaik (Syn.: Keimbahnmosaik) bezeichnet den Fall, dass es bei einem Individuum zur Mutation eines Teils der Keimzellen während der Entwicklung gekommen ist. Das Keimzellenmosaik kann dazu führen, dass gesunde Eltern pathologisch verändertes Erbgut an ihre Nachfahren weitergeben (Erbkrankheit). Die Erkrankung ist dann nicht bei den Eltern, wohl aber bei den betroffenen Kindern nachweisbar.
Bedeutsam ist das Keimzellenmosaik für die genetische Beratung, also für das Wiederholungsrisiko für nachfolgende Geschwister. Zu dessen Beurteilung kann eine molekulargenetische Untersuchung des Ejakulats beitragen. In der Regel beträgt das Wiederholungsrisiko weniger als 1 %.